# Schlacht um Lashio (1942)
Japanische Eroberung 1941/42

Bilin – Sittang – Pegu (Taukkyan) – Rangun – Yunnan-Burma-Straße (u.a. Tachiao – Oktwin – Toungoo – Yenangyaung – Lashio I)
1942/43

Burma-Kampagne 1942–1943

Arakan I – The Hump – Chindits
1944

Schlacht um Nordburma und West-Yunnan 1943–1945

Burma-Kampagne 1944

Arakan II – Ha-gō – Lashio II – Sangshak – Myitkyina – U-gō (Imphal – Kohima – Tennisplatz) – Mogaung – Song shan/Huitong-Brücke – Dan-gō
1944/45

Burma-Kampagne 1944–1945

Bhamo – Arakan III (Kangaw und Höhe 170 – Ramree) – Meiktila/Mandalay – Pakokku – Lashio III – Tanlwe Chaung – Operation Dracula – Sittang
Die Schlacht um Lashio fand am 29. April 1942 während des Pazifikkriegs im Zweiten Weltkrieg in Zentralburma statt. Die Schlacht um Lashio zwischen japanischen, britischen und nationalchinesischen Streitkräften endete mit einem Sieg der Japaner und die Alliierten waren gezwungen sich nach Norden in Richtung Britisch-Indien zurückziehen.

## Vorgeschichte
Die Kämpfe in Burma begannen im Januar 1942, wenige Wochen nach dem japanischen Angriff auf Pearl Harbor und dem darauffolgenden Kriegseintritt der Vereinigten Staaten. Anfang März verfügten die Japaner bereits über vier Divisionen im Land, doppelt so viele wie von den Alliierten geschätzt. Der japanische Plan sah vor, die alliierten Streitkräfte in Zentralburma in der Nähe von Mandalay einzukesseln und sie zu vernichten, indem sie drei ihrer Divisionen entlang getrennter Vormarschachsen nach Norden verlegten. 
Dazu sollte eine Division entlang des Irrawaddy-Tals durch Prome und Yenangyaung vorrücken, eine andere die Rangun-Mandalay-Straße im Tal des Sittang durch Meiktila hinauffahren und eine dritte Division nach Osten in die Nähe von Taunggyi und dann nach Norden in Richtung Lashio ziehen. Die vierte Division sollte im Sittang-Tal in Reserve stehen, wo sie bei Bedarf reagieren und jede der drei vorrückenden Divisionen unterstützen könnte.
Eine Anfang März begonnene japanische Offensive erzielte schnell Erfolge. Die nationalchinesische 200. Division unter dem Befehl von General Dai Anlan hielt sich jedoch zwölf Tage lang in Toungoo gegen wiederholte japanische Angriffe (→ Schlacht  um Toungoo). Ihr Widerstand stellte die zeitlich längste Verteidigungsaktion aller alliierten Streitkräfte im Burmafeldzug dar. Dennoch war ein weiterer großer Rückzug der Alliierten unvermeidlich.
Die japanischen Erfolge am Boden und in der Luft hielten den ganzen April über an. Als die alliierten Streitkräfte entlang des Irrawaddy und Sittang nach Zentralburma zurückfielen, wurde deutlich, dass eine japanische Offensive gegen Lashio gerichtet war. Da die japanischen Streitkräfte in den Flusstälern konzentriert waren, konnten die Alliierten den Vorstoß der Japaner im Nordosten kaum stoppen.
Am 24. April beschloss Generalleutnant Sir Harold Alexander, der Oberbefehlshaber der Alliierten Landstreitkräfte in Burma, alle Männer nach Britisch-Indien abzuziehen. Er befahl William Slim, dem Befehlshaber des 1. Burma-Korps, sich mit seinen Einheiten über den Irrawaddy nach Kalewa am Chindwin zurückzuziehen.
Lashio ist die größte Stadt im nördlichen Shan-Staat, der annähernd ein Viertel der Gesamtfläche Burmas ausmacht. Die Stadt liegt auf einem Bergausläufer über dem Tal des Flusses Nam-Yao, nordöstlich von Mandalay. Lashio war Anfangspunkt der Burmastraße, über welche die nationalrevolutionären Streitkräfte Chang Kai Sheks in der südwestlichen Provinz Yunnan mit Lebensmitteln und Waffen versorgt wurden.
Das Hauptquartier der chinesischen 66. Armee mit ihrem Befehlshaber Generalmajor Sun Li-jen und Teile der 28. und 29. Division trafen unterdessen in Lashio ein und der Armeekommandant übernahm das Kommando über alle chinesischen Truppen in der Gegend. Am 27. April wurde die 28. Division von Hsipaw nach Süden über die Loilem-Straße nach Namon geschickt. Dort kam es in der Nacht zu einem Zusammenstoß mit einer japanischen motorisierten Kolonne, die zum Rückzug gezwungen wurde. Währenddessen strömten Lastkraftwagen und gepanzerte Fahrzeuge der chinesischen 5. Armee unter dem Befehl von Generalleutnant Tu Yu-ming über Lashio nach China, ohne sich gegen die Japaner zu richten.

## Die Schlacht
Eine hochmobilisierte japanische Kolonne der 56. Division der Kaiserlich Japanischen Armee unter dem Befehl von Generalleutnant Watanabe Masao war von Süden her in Lashio eingedrungen. An der Irrawaddy- und der Sittang-Front kam es nur zu kleineren Kämpfen.
Am 29. April 1942 besiegten die japanischen Truppen die Streitkräfte der chinesischen 66. Armee während einer verheerenden fünfstündigen Schlacht und eroberten Lashio. Die Chinesen waren zahlenmäßig stark unterlegen, als sowohl die Altstadt als auch die neue Stadt Lashio in die Hände der Japaner fielen, allerdings fanden die Japaner nur eine leere Stadt vor. Die chinesischen Einheiten hatten ihre Vorräte zerstört, bevor sie sich nach Hsenwi zurückzogen und auf der anderen Straßenseite nach Kutkai Stellung bezogen. Die Stadt Lashio wurde bis auf die Grundmauern niedergebrannt. Im Verlauf der Schlacht waren zwölf japanische Panzer zerstört worden.
In einem von den Chinesen veröffentlichten Kommunikee hieß es, Lashio sei am Mittwoch nach einer Schlacht gefallen, bei der beide Seiten schwere Verluste erlitten hätten; Die Kämpfe in der Gegend gingen weiter. Ferner wurde betont, dass die chinesischen Streitkräfte keinen allgemeinen Rückzug aus Burma versuchen würden, aber bis zum Letzten kämpfen würden. Durch den Fall der Stadt wurden die Versorgungslinien für andere Fronten nicht unterbrochen, da General Chiang Kai-shek bereits neue Nachschublinien arrangiert hatte.

## Folgen der Schlacht
Die Chinesen zogen sich dann über Kutkai und Wanting nach China zurück. In der Zwischenzeit drängten die Japaner weiter nach Bhamo.
Am 4. Mai 1942 griffen die Japaner den Kreis Longling an und bombardierten gleichzeitig mit 54 Kampfflugzeugen Baoshan in Yunnan. Am 10. Mai starteten die Japaner einen Angriff auf die Grenzstadt Tengchong. Zu diesem Zeitpunkt fiel ein großes Gebiet westlich des Salween in die Hände der Japaner. Die chinesische 71. Armee errichtete Verteidigungsanlagen am Ostufer des Salween und schlug mehrmals die japanischen Versuche nach Osten vorzudringen zurück. So konnte die lokale Situation stabilisiert werden, in der sich die beiden Seiten für die nächsten zwei Jahre gegenüberstehen würden.